# Modéran de Rennes
Modéran de Rennes  (mort le 22 octobre 730) est un évêque de Rennes et saint catholique du VIIIe siècle.

## Biographie
Modéran, parfois nommé Moran, serait issu d'une famille distinguée : fils « croit-on d'un comte de Tournay ». Il accède à l'évêché de Rennes sous le règne de Chilpéric II, roi de Neustrie, après les usurpations d'Agathée et d'Amitho/Amelo. Lors d'un pèlerinage sur le tombeau des Apôtres à Rome, il passe par Reims où il reçoit des reliques de Remi de Reims qu'il dépose à l'abbaye de Berceto près de Parme. De retour de Rome, il renonce à l'évêché de Rennes en 720 et fait élire son grand-vicaire, nommé Auriscandus, comme successeur, avant de retourner en Italie à Berceto où il serait mort le 22 octobre 730.
Il est inhumé dans l'église abbatiale dédiée à un Saint Abundius mais qui prendra ensuite le nom de Saint Modéran. Une partie de ses reliques a été  rapportée à Rennes en 1815.
Le Martyrologe romain fixe sa fête locale le 22 octobre.